# Летовници
„Летовници“ е български игрален филм от 2016 година на режисьора Ивайло Пенчев. Сценарият е написан от Ивайло Пенчев, Божан Петров и Весел Цанков по идея на Стоян Стоянов. Оператор е Христо Бакалов, а художник – Мирослав Маринов. Музиката е на Георги Стрезов.

## Сюжет
Семеен хотел край морето посреща колоритна група летовници – войнствена рускиня, самотна учителка по литература и типично семейство „кариерист-домакиня-дете“.
Шарената компания забърква комични ситуации, а наглед несвързаните им истории се оказват общи по темата „любов и свобода“. В стремежа си да изживеят една незабравима ваканция, летовниците се впускат в авантюри на плажа и... в близката горичка. Някои са доволни дори за миг, а други завинаги ще съжаляват... .

## Актьорски състав
| Роля                | Изпълнител              |
|                     | В ролите                |
| ------------------- | ----------------------- |
| Веска               | Анета Сотирова          |
| Стефка              | Пламена Гетова          |
| Антон               | Китодар Тодоров         |
| Лили                | Милена Аврамова         |
| Мая                 | Елица Григорова         |
| Младен              | Станимир Гъмов          |
| Ани                 | София Бобчева           |
| Ники                | Ивайло Драгиев          |
| Тодор               | Васил Банов             |
| рускинята Тотка     | Раиса Полякова          |
| гей                 | Свежен Младенов         |
| кмет                | Филип Аврамов           |
| мъж с металотърсач  | Антон Радичев           |
| фотограф            | Цветомир Иванов         |
| помощник фотограф   | Константин Икономов     |
| барман              | Тони Минасян            |
| мъж с магаре        | Николай Станоев         |
| лодкар              | Герасим Георгиев – Геро |
| шофьор на такси     | Малин Кръстев           |
| Светльо             | Дарин Ангелов           |
| досадник            | Николай Урумов          |
| погребален агент    | Георги Мамалев          |
| медицинска сестра   | Анастасия Ингилизова    |
| лудия               | Иван Савов              |
|                     | В епизодите             |
| турист              | Иван Джамбазов          |
| поп                 | Теодор Елмазов          |
| девойка във влака   | Василена Винченцо       |
| младеж във влака    | Никола Стоянов          |
| аптекар             | Марин Димитров          |
| капитан на кораб    | Мирослав Маринов        |
| майка на детето     | Станислава Николова     |
| баща на детето      | Анатолий Лазаров        |
| блондинка           | Ралица Петрова          |
| момче на плажа I    | Борислав Пенчев         |
| момче на плажа II   | Иван Михов              |
| момиче на плажа     | Исалуис Гуадалупе       |
| сервитьор в пицария | Стоян Памуков           |
| Мимето              | Елена Зайкова           |
| Жорето              | Богдан Михайлов         |
| барманка I          | Йоана Наумова           |
| барманка II         | Сандра Наумова          |
| рецепционистка      | Димитринка Костадинова  |

## Hагради
- Наградата на публиката на фестивала „Златна роза“ (Варна, 2016).[2]
- Наградата на публиката (Габрово, 2016).